# 红果乡
红果乡，是中华人民共和国四川省凉山彝族自治州会东县曾经下辖的一个乡。

## 行政区划
红果乡撤销前下辖以下地区：
马洪村、戈衣村、大村村、大龙村和大坪村。